# 2-di-ethylamino-ethanol
2-di-ethylamino-ethanol is een organische verbinding met als brutoformule C6H15NO. Het is een kleurloze corrosieve vloeistof met een kenmerkende geur.

## Toxicologie en veiligheid
De stof vormt bij verbranding giftige gassen (stikstofoxiden) en reageert met sterke zuren en sterk oxiderende stoffen.
2-di-ethylamino-ethanol is corrosief voor de ogen en sterk irriterend voor de huid en de luchtwegen. De stof kan effecten hebben op het zenuwstelsel.